# Dumerillia rubida
Dumerillia rubida là một loài ruồi trong họ Tachinidae.